# 170
| [ Edytuj tabelę ] |                           |
| Cesarz Chin       | - 168 Han Lingdi 189      |
| Władca Korei      | - 165 Sindae 179          |
| Papież            | - 166 Soter 175           |
| Król Partów       | - 147 Wologazes IV 191    |
| Cesarz Rzymu      | - 161 Marek Aureliusz 180 |

Rok 170 / CLXX
stulecia: I wiek ~
II wiek ~
III wiek

lata: 160 «
165 «
166 «
167 «
168 «
169 «
170
» 171
» 172
» 173
» 174
» 175
» 180

## Wydarzenia
- Postawiono posąg Marka Aureliusza w Rzymie

## Urodzili się
- Herodian

## Zmarli
- Apulejusz (pisarz)